# ブラウンフェルス (ヘッセン)
ブラウンフェルス (ドイツ語: Braunfels, [ˈbra͜unfɛls]) は、ドイツ連邦共和国ヘッセン州ギーセン行政管区のラーン＝ディル郡の市である。本市はルフトクアオルト（空気の清浄な保養地）である。
ブラウンフェルスは、13世紀からゾルムス伯の居城であった城館で有名である。

## 地理
ブラウンフェルス市はヒンタータウヌス東部の高度約 240 m に位置している。ラーンタールの南 2 km、郡庁所在地ヴェッツラーの西 10 km にあたる。

### 気候
年間降水量は 752 mm である。この降水量はドイツでは中間的な値である。ドイツの全測候所の 52 % がこれより少ない降水量を観測している。最も乾燥する月は2月、最も降水が多い月は12月である。12月には2月の約1.5倍の降水がある。降水量の変動は小さく、一年と通じてほぼ均等に雨が降る。これよりも降水量の変動が少ない測候所は、全測候所の約 3 % だけである。

### 隣接する市町村
ブラウンフェルスは、北西はロイン、北はゾルムス、東はシェッフェングルント、南東はヴァルトゾルムス（以上、いずれもラーン＝ディル郡）、南はヴァイルミュンスター、西はヴァイルブルクおよびレーンベルク（以上3市町村はリムブルク＝ヴァイルブルク郡）と境を接している。

ブラウンフェルスの市区図

### 市の構成
ブラウンフェルス市は、6つの市区で構成されている。中核市区（6,403人）の他、北西にティーフェンバッハ（1,065人）、南東にボンバーデン（1,513人）およびノイキルヒェン（635人）、南にフィリップシュタイン（1,051人）およびアルテンキルヒェン（754人）が位置している（かっこ内の人口は2016年6月30日現在）。

## 歴史

### 歴史上の表記
文書中ブラウンフェルスは、以下のように表記されている。
- Brunenvelsz（1245年） [Kop. XV. Jh. Lich, Rotes Buch, vgl. hierzu Solmser Urkunden 1 S. XII. Abbildung in: Tiefenbacher Chronik S. 13]
- Brunevels（1300年）
- Brunfels（1428年）
- Brunenfelße, zu（1430–1431年）
- Brunenfelsche（1453年）
- Brunenfels（1453年）
- Brunffels（1479年）
- Braunfels（15世紀）

### 中世
ブラウンフェルス市およびブラウンフェルス城は、1246年に初めて文献に記録されている。オリジナルの文書では疑問の余地があるもののおそらく1245年の記述もこの街を示すものである。
13世紀にナッサウ伯のトルッツブルク城に対する防御の砦として建設されたブラウンフェルス城は、1260年頃からゾルムス＝ブラウンフェルス家の居城となった。1384年にライン都市同盟によってゾルムス城が破壊されて以後、ブラウンフェルス城がゾルムス伯の新たな居城となった。750年以上に及ぶ歴史の中でかつての城砦は何度も改築がなされた。市の紋章にはゾルムス家の紋章動物である青と金で彩色された直立した獅子が描かれている。
城の麓では、13世紀から14世紀に3つの谷の定住地が建設され、主城を護るための前城のような役割として統合され、堅固な防衛施設が築かれた。南の谷と前谷は市壁の中、北と東の後谷は壁の外であった。

### 近世から現代

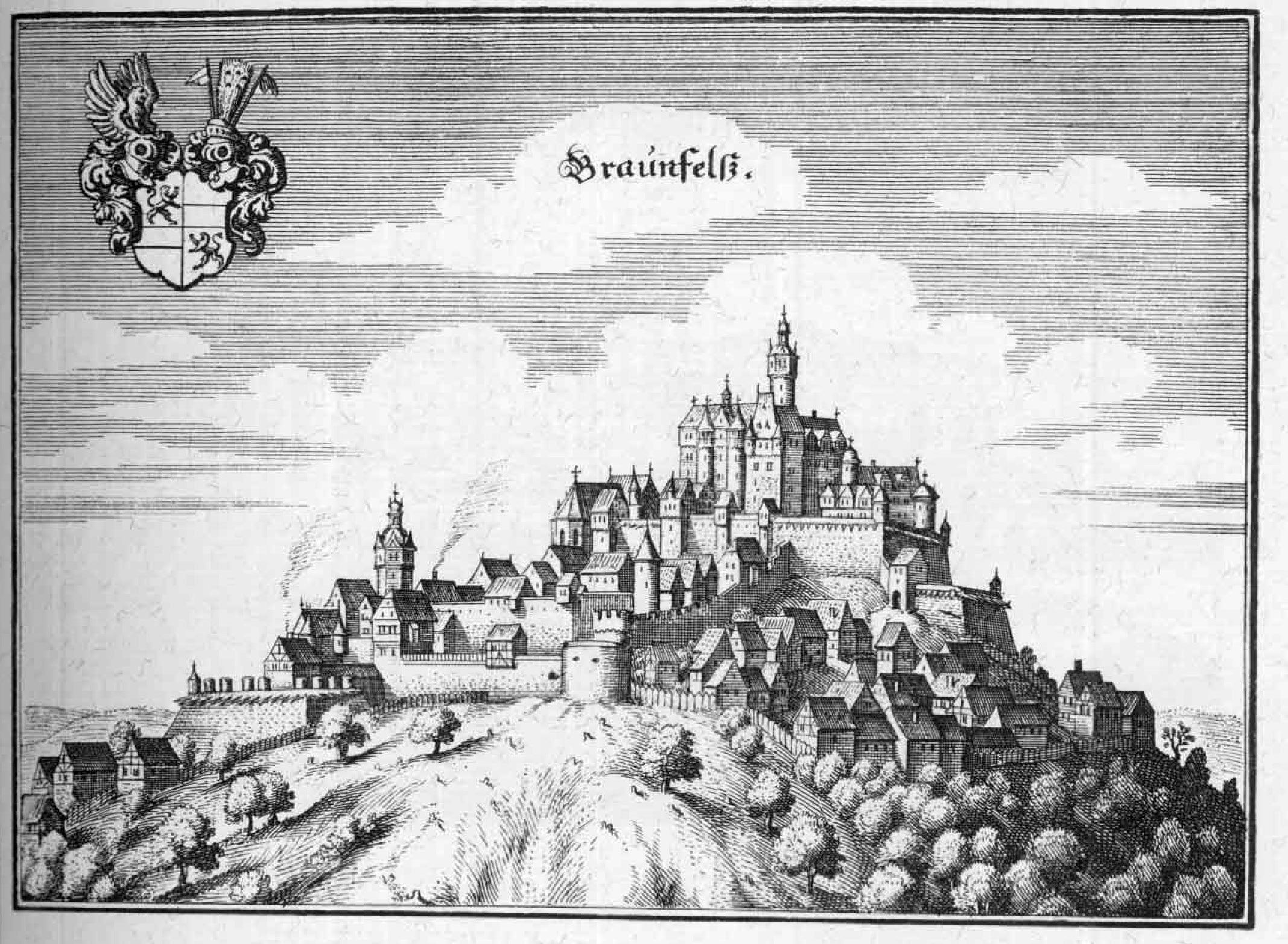
1655年のマテウス・メーリアンの銅版画に描かれたブラウンフェルス城

#### 宗教改革から三十年戦争
ブラウンフェルスは1607年から都市権を有している。三十年戦争でブラウンフェルスは5回敵軍に占領された。住民数は飢餓とペストによって50 % 近く減少した。ラーン＝ディル地方全域がそうであるようにブラウンフェルスでは最後まで宗教改革が貫かれた。

#### 三十年戦争から18世紀末まで
1679年に、火災が都市の大部分を壊滅させ、火の手は城砦から建て替えられたバロック様式の城館にまで及んだ。城館はその後、遺った建物を利用して再建され、拡張された。都市は市壁の前に、現在も定期的に開かれるマルクト広場（市場広場）とそれを囲む道路群が整備された。数多くの木組み建築が17世紀末から18世紀にかけて再建された。
18世紀に城館が侯の宮殿に改築されたことは都市に利益をもたらした。ツンフトが形成され、経済的な発展が起こった。

#### 19世紀から第一次世界大戦
1803年の帝国代表者会議主要決議はゾルムス侯の領邦独立性を奪った。その領邦はナッサウ公国領となり、さらに1815年のウィーン会議によってプロイセン王国領となった。
1848年の三月革命では、3月18日に数千人の周辺村落から革命に同調した住民たちがブラウンフェルスに押し寄せたが、4月15日にプロイセン軍の助けにより鎮圧された。ブラウンフェルスとエーリングスハウゼンの裁判所は4月26日に戦争裁判を催し、ヴェッツラー郡の郡長ケスラーは5月6日にブラウンフェルスの管理を引き受けた。
ブラウンフェルス領内では19世紀から20世紀前半に集中的に鉄鉱石の採掘が行われた。
1879年1月27日にブラウンフェルス消防団が結成された。続いてヴァイルブルクとオーバーティーフェンバッハに消防団が創設され、ヴィースバーデン県消防同盟内にオーバーラーン消火管区が設けられた。1890年8月3日にオーバーティーフェンバッハで第1回同盟祭が開催された。
19世紀中頃、ブラウンフェルスはクアシュタット（温泉街）となった。牛乳療法施設とクナイプ式浴場が設立されて以後徐々に現在も遺る温泉施設が設けられていった。

#### ヴァイマル共和政と国家社会主義
20世紀前半にブラウンフェルスは、国際的な国際的・政治的発展の問題を抱えていた。ヴァイマル共和政下のインフレーションと失業率の増加、国家社会主義者による宣伝色の濃厚な防衛的雇用プログラム、第二次世界大戦中の疎開者や被爆者家族の仮設宿泊所への収容などである。

#### 第二次世界大戦終戦以後
1950年以後、戦後復興が始まった。市は、1946年には戦後の混乱で開催できなかった700年祭を1957年に挙行した。1961年にルフトクアオルト（空気が清浄な保養地）となった。1960年代から1970年代に新たなインフラ設備、住宅地、スポーツ施設が建設された。
ブラウンフェルス市は、ヨーロッパ統合構想についての卓越した貢献によって1981年にヨーロッパ賞を受賞した。さらに " Naturschutz und Familienfreundlichkeit"（自然保護と家族に適した）という称号も与えられた。750年祭の2年前にあたる1994年から全国的な観光の目玉にすべく、中世風の祝祭演劇「スペクタクルム」が開催されている。

### 市町村合併
ヘッセン州の地域再編に伴って、1971年12月31日にブラウンフェルス市とボンバーデン、ノイキルヒェン、ティーフェンバッハが合併して新たなブラウンフェルス市が形成された。1974年7月1日、フィリップシュタインとアルテンキルヒェンがオーバーラーン郡廃止に伴って本市に合併した。

### 領邦と行政機構
ブラウンフェルスが属した領邦および行政機構を以下に列記する。
- 1806年以前: 神聖ローマ帝国、ゾルムス＝ブラウンフェルス侯領（ドイツ語版、英語版）ゾルムス伯部分アムト・ロイン
- 1806年から: ナッサウ公国アムト・ブラウンフェルス
- 1816年から: プロイセン王国ライン州（ドイツ語版、英語版）コブレンツ県（ドイツ語版、英語版）ブラウンフェルス郡
- 1822年から: 北ドイツ連邦プロイセン王国ライン州コブレンツ県ヴェッツラー郡
- 1871年から: ドイツ国プロイセン王国ライン州コブレンツ県ヴェッツラー郡
- 1918年から: ドイツ国プロイセン自由州ライン州コブレンツ県ヴェッツラー郡
- 1932年から: ドイツ国プロイセン自由州ヘッセン＝ナッサウ州（ドイツ語版、英語版）ヴィースバーデン県ヴェッツラー郡
- 1945年から: アメリカ管理地区（ドイツ語版）グロース＝ヘッセン（ドイツ語版、英語版）ヴェッツラー郡
- 1949年から: ドイツ連邦共和国ヘッセン州ヴィースバーデン行政管区ヴェッツラー郡
- 1968年から: ドイツ連邦共和国ヘッセン州ダルムシュタット行政管区ヴェッツラー郡
- 1977年から: ドイツ連邦共和国ヘッセン州ダルムシュタット行政管区ラーン＝ディル郡
- 1981年から: ドイツ連邦共和国ヘッセン州ギーセン行政管区ラーン＝ディル郡

## 行政

### 議会
ブラウンフェルスの市議会は、37議席からなる。

### 首長
2018年10月28日の市長選挙で、クリスティアン・ブライトヘッカーが 61.2 % の票を獲得して市長に選出された。

### 紋章
図柄: 金地と青地に上下二分割（パーティ・パー・フェス）。赤い爪と舌で威嚇する獅子が地色と逆の色で描かれている。
1937年8月10日にヘッセン＝ナッサウ州長官によって認可されたこの紋章は、フィリップ・フォン・ヘッセンの個人的なデザインに基づいてゾルムス侯家の紋章を継承した上で、二分割して配色を改編したものである。ゾルムス家の城砦による庇護下でこの集落は成立し、1607年にゾルムス伯に自治権を与えられ、その主城は現在もゾルムス＝ブラウンフェルス侯家の所有である。紋章の認可とともに認可された市の旗は、青地と金地に上下二分割されており、旗の青地に紋章の金地、旗の金地に紋章の青地が来るよう市の紋章が配置されている。

### 姉妹都市
ブラウンフェルスは以下の都市と姉妹都市協定を結んでいる。
- バニョール＝シュル＝セーズ（フランス、ガール県）1959年
- エークロ（オランダ語版、英語版）（ベルギー、オースト＝フランデレン州）1975年
- フェルトレ（イタリア、ヴェネト州）1999年
- キシュクンフェーレジハーザ（英語版）（ハンガリー、バーチ・キシュクン県）1992年
- ニューブローンフェルズ（アメリカ合衆国、テキサス州）
- ニューベリー (バークシャー)（イギリス、バークシャー）1964年
- ロールモース＝ウンタータール（ドイツ語版、英語版）（オーストリア、シュタイアーマルク州）1961年

姉妹都市のテキサス州ニューブローンフェルズ市はブラウンシュヴァイクからの移住者によって建設された。オースティンとサンアントニオとの間に位置するこの小都市は、ドイツにルーツを持つ観光客を惹きつけており、現在ドイツ語を使える店舗やレストランが営業している。大規模なレジャー・アクアパーク（「シュリッターバーン」）、レストラン（「シュニツェルハウス」、「オーマス・ハウス」など）、「本物のオクトーバーフェスト」などがドイツからの訪問客に郷愁を呼び起こしている。

## 文化と見所

### 建築

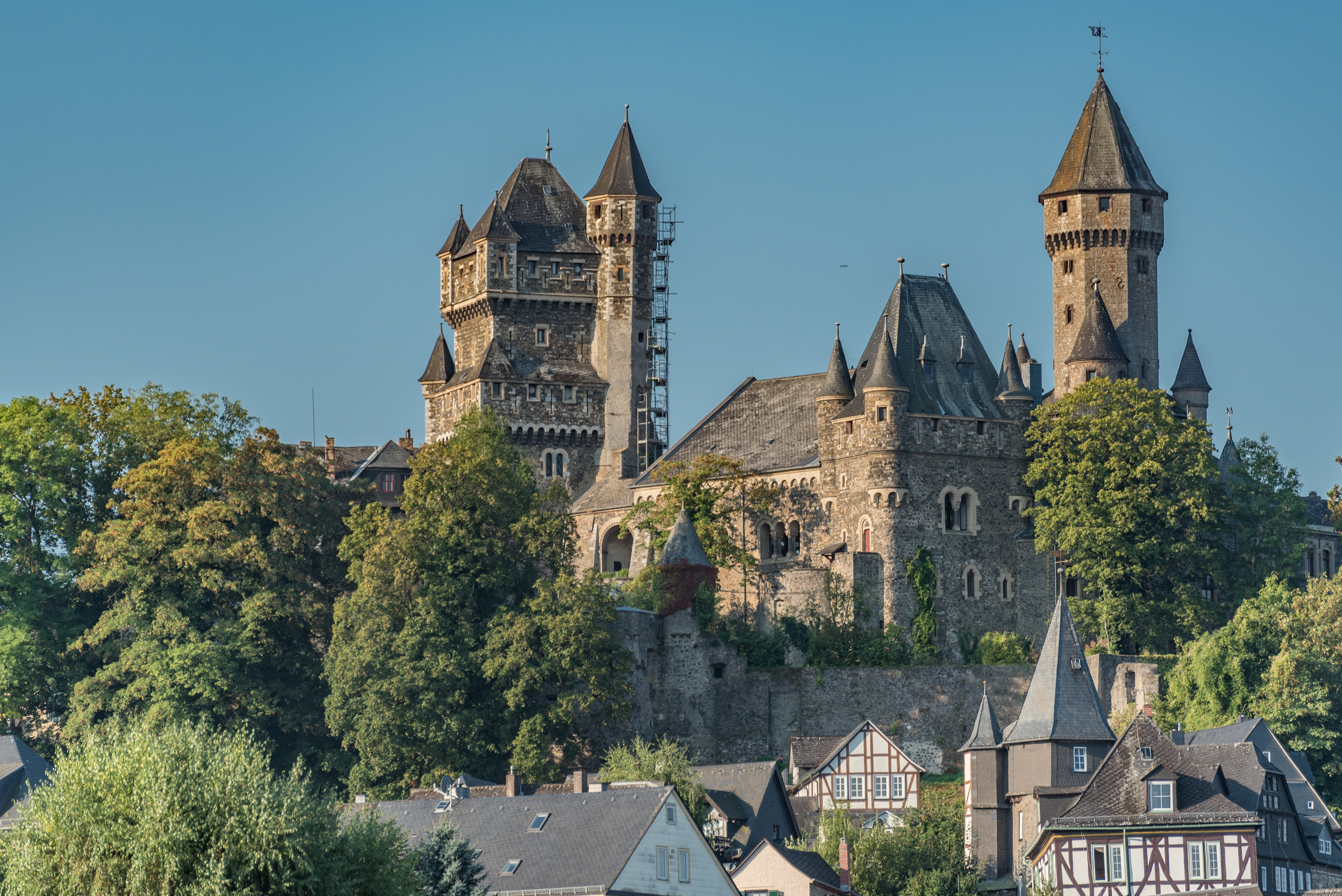
ブラウンフェルス城

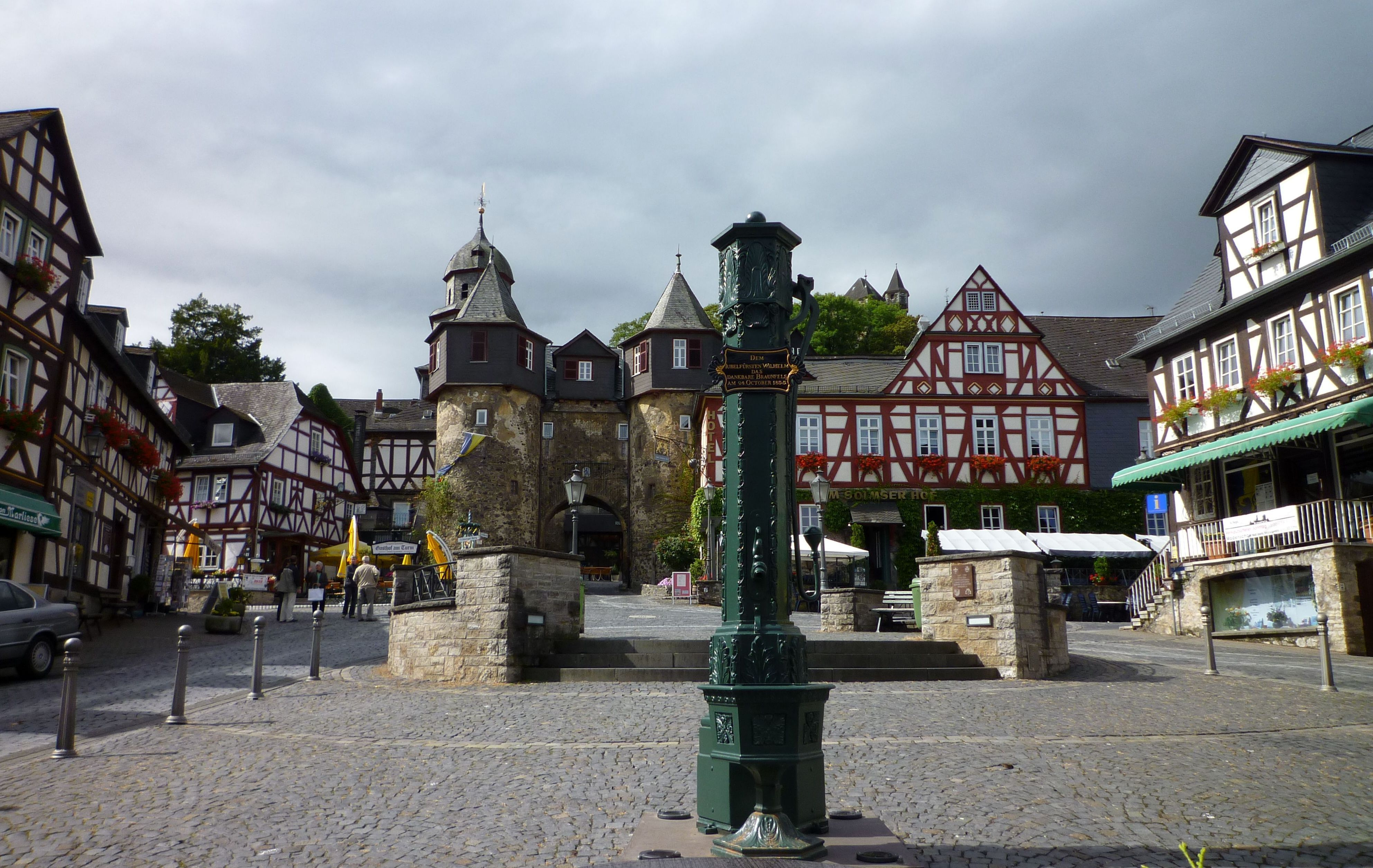
マルクト広場

- ブラウンフェルス城: 現在のこの城の姿は、17世紀に建設されたバロック様式の中核部分を改築することで得られたものである。最終的な改築は1880年からネオゴシック様式の建築家エドヴィン・オプラーの設計に基づいて行われた。城内には数多くの美術工芸品が所蔵されている。特にオランダの巨匠（ヤン・ファン・エイク）、ヘッセンの画家一家ティッシュバイン、美術史上重要なアルテンベルガー祭壇（その一部はフランクフルトのシュテーデル美術館やミュンヘンのバイエルン国立美術館（ドイツ語版、英語版）に収蔵されている）、伝説に満ちた聖エリーザベト・フォン・テューリンゲンの指輪などがある。城の中庭、騎士の間、執務室、絵画ギャラリー、アルテンベルク修道院由来の聖具、ヨハネス・ダイカーによる狩の絵画のギャラリー、砲台が見学できる。この他に、侯家博物館や建築史に関する調度を備えた城内教会も公開されている。
- 旧市街:明確な防衛施設跡を持つ旧市街は、城の周囲に前城としての機能を与えられ発展した。防衛施設は、タール（谷）、フォルダータール（前谷）、ヒンタータール（後谷）の3つの谷の定住地を護っていた。現在のブルクヴェークにあたるヒンタータールを通る道には簡素な木組みの家や2つの門（北側のクレッパー門（あるいはリッター門、トイフェルス門）、南東のホーホツァイトリンデを有するヒタンターテーラー門）があった。
- マルクト広場: この広場は1679年の火災後現在の姿で造られた。修復された木組み建築には、ゾルムザー・ホーフ（かつてのパン焼き小屋と厩舎、現在はレストラン）、1691年建造の旧ツヴィンガー（空堀）前の館（現在はホテル）、1708年建造の旧食肉店（後の郵便局）がある。マルクトブルンネン（市場の泉）は1727年に造られた。ここは、1982年に映画「007 オクトパシー」の撮影地として使用された。
- その他の17世紀後期から18世紀の木組み建築がマルクト広場の上のアウフ・デア・シュットにある。ここは1679年の火災後に灰、瓦礫、土で盛り土をして造成された。シュロス通りにはメアンダーハウス（1700年建造、1806年から財務管理役所）やハルトレーベン宮殿（1681年建造）といった見応えのある木組み建築が遺されている[16]。
- 市の東部にあるかつての侯のビール醸造所は、後に牧師テオドール・フリートナーの妻となるフリーデリケ・ミュンスターの生家である。
- フィリップシュタイン城趾は山の斜面にあり、現在は埋め立てられているが首形堀で山から切り離れていた。城の遺構としては、円筒形のベルクフリート（ドイツ語版、英語版）、地下倉庫跡、城壁の一部が現存している。

- 木組みの家が並ぶマルクト広場
- ゾルムザー・ホーフ
- 旧郵便局
- アウフ・デア・シュットの木組み建築
- ハルトレーベン宮殿

### 公園
- シナノキの並木道をもつ大規模なクアパルクは、街の中心部に1700年頃に造られ、19世紀にネオゴシック様式の様々な建物によって拡張された。著名な人物としては、1887年に、後の99日皇帝フリードリヒ3世が訪れている。セコイアもこの公園の歴史的な樹木に数えられる。遊歩場は1990年に改築・近代化された。
- クアパルクと同時期にヴィルヘルム・モーリッツ伯の下で設けられた動物園は、かつての伯の狩猟場であった。約 55 ha の森の中にノロジカ、ダマジカ、ヨーロッパ・ムフロン（ドイツ語版、英語版）、イノシシが棲んでいる。レストランは、かつての伯の営林署である。周遊路は公園風施設の近くを通っており、計画的な野生の食餌は子供に人気である。

### 博物館
- カンギーサー博士の森の博物館は、博物学者、医師、毒物学者のフリードリヒ・カンギーサーの鉱物、植物、化石コレクションである。この博物館は1916年に設けられた。
- 郷土史博物館であるオーバーミューレ市立博物館は古い穀物水車（1450年の記録が遺る）の中に設けられた。この水車は、防衛塔（1250年の記録が遺る）の基礎の上に建てられていた。これは、城山の麓の谷で最も古い建物である。博物館は1972年から存在しており、職人や農民の地元での日常を展示している[17]。
- オーバーミューレ市立博物館と混同してはならないのがブラウハウス・オーバーミューレである。1868年にフィリップ・ヴァールが設立したブラウンフェルス・シュロスウブラウエライ（ブラウンフェルス城のビール醸造所）の醸造所であり、1996年に生産を中止した。これもさらに古い侯のビール醸造所と混同しないよう注意する必要がある。

### スポーツ
FSV ブラウンフェルスは、2009/2010年シーズンにサッカー・フェアバントリーガ・ミッテでプレイした。
TuS フィリップシュタインは、2006年からサッカー・クライスリーガ B ヴェッツラー南に参加している。
ルフトシュポルトゲマインシャフト・ブラウンフェルス e.V. は市の北部に飛行場を有しており、グライダー、スーパーライトプレーン、モーターグライダーを飛ばしている。

### 年中行事
中世風の騎馬試合「シュペクタクルム」が1994年から2年ごと（中断時期あり）の夏の週末に開催される。このイベントは、地元のアクティオンスリング・ブラウンフェルス e.V. が主催し、2007年に第8回が行われた。計画された格闘戦、マジシャンやアクロバットのパフォーマンス、見せ物、大道芸人、歴史装束のパレードが2日間多くの観光客に披露される。これによってクアパルク全体が大きな騎士のキャンプとなる。

## 経済と社会資本

### 光学産業
ブラウンフェルスは、ラーン＝ディル地域の光学産業の中心地であった。1846年にカール・ケルナーが、侯の製鉄所管理人を務めた父親の家の工場に光学研究所の母体を設けた。1848年から1849年にブラウンフェルスのモーリッツ・ヘンゾルトと短い間ではあるが共同作業を行った。1849年、彼は最終的にヴェッツラーに移り、オプティシェス・インスティトゥート（光学研究所）を設立した。この研究所からライツ社（ライカの前身）が設立された。ゾルムス＝ブラウンフェルス侯フェルディナントの援助を受けて、ケルナーの従兄弟で後継者のルイ・エンゲルベルトはモーリッツ・ヘンゾルトと共同で顕微鏡の工場を設立した。この工場は1865年に交通の便がよいヴェッツラーに移転した。これにより、ブラウンフェルスの光学産業の歴史は幕を閉じた。

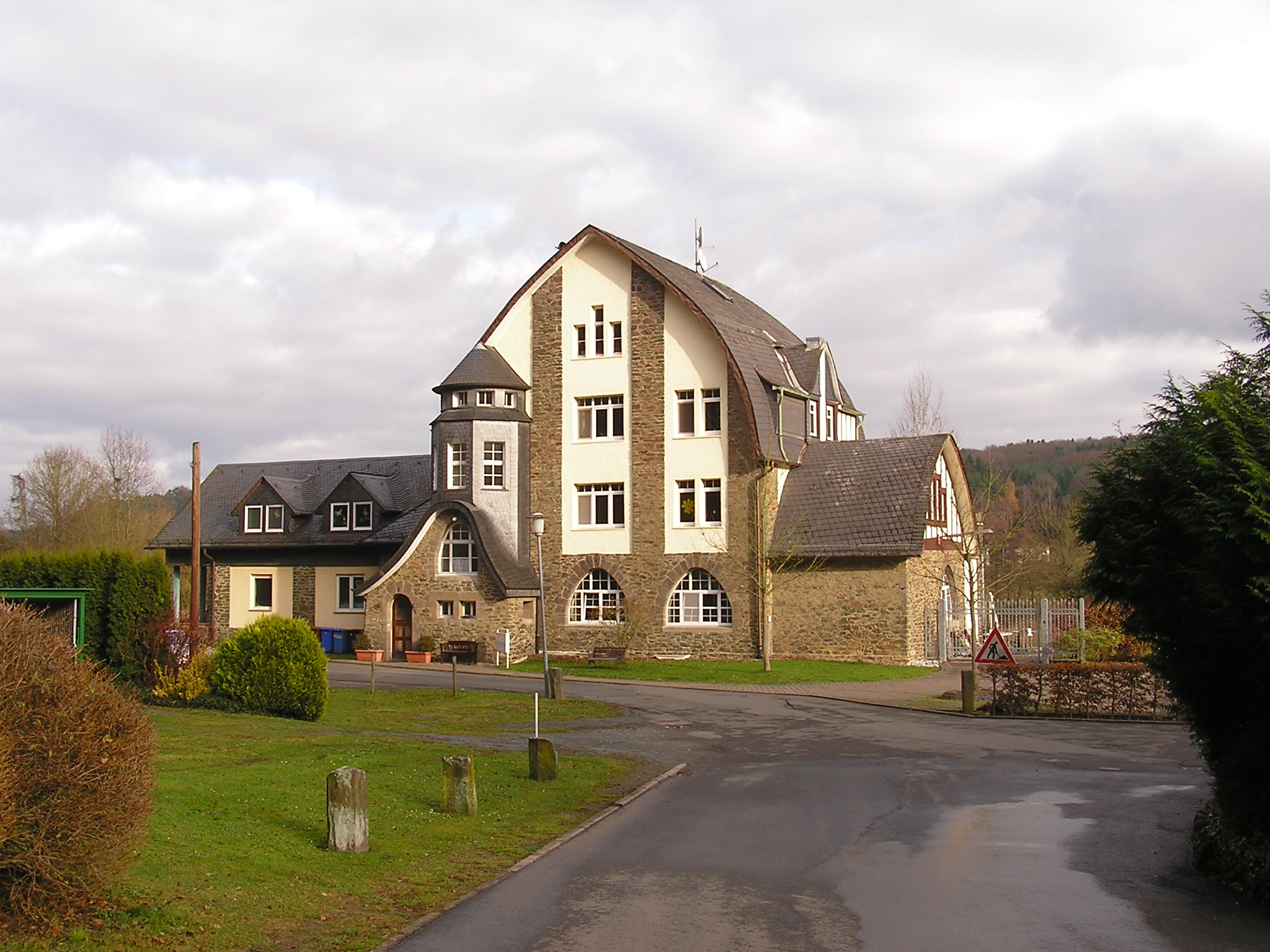
旧ブラウンフェルス＝オーベルンドルフ駅

### 交通
1985年までオーベルンドルフ地区にゾルムスバッハタール鉄道の駅があった。現在は、ラーンタール鉄道のロイン/ブラウンフェルス駅が最寄りの駅である。
最寄りの広域道路である連邦道 B49号線もロインを通っている。

## 人物

### 出身者
- ヘッセン＝ホムブルク方伯フリードリヒ4世（ドイツ語版、英語版）（1724年 - 1751年）ヘッセン＝ホムブルク方伯
- カール・フォン・シェーンハルス（ドイツ語版、英語版）（1788年 - 1857年）砲兵大将
- エヴァルト・フォン・クライスト（1881年 - 1954年）ドイツの軍人、元帥
- オットマール・ゲルスター（1897年 - 1969年）作曲家

### ゆかりの人物
- フランツ・ヴュルナー（1832年 - 1902年）指揮者、作曲家。ブラウンフェルスで亡くなった。
- メアリー・ルース（ドイツ語版、英語版）（1949年 - ）歌手